# کوین کیگان
کوین کیگان (به انگلیسی: Kevin Keegan) (زاده ۱۴ فوریه ۱۹۵۱ - آرمتورپ) بازیکن سابق و مربی فوتبال اهل انگلستان است. وی سابقه عضویت در باشگاه لیورپول و هامبورگ و مربی‌گری در تیم ملی فوتبال انگلستان را دارد. وی برندهٔ توپ طلا در سال‌های ۱۹۷۸ و ۱۹۷۹ است.